# 18169 Amaldi
18169 Amaldi è un asteroide della fascia principale. Scoperto nel 2000, presenta un'orbita caratterizzata da un semiasse maggiore pari a 3,1525268 au e da un'eccentricità di 0,1590719, inclinata di 10,09891° rispetto all'eclittica.
L'asteroide è dedicato al fisico italiano Edoardo Amaldi.